# Monte do Carmo
Monte do Carmo este un oraș în Tocantins (TO), Brazilia.